# Океан-240
Океан-240 — советский 8-разрядный персональный компьютер с относительно низким (7 Вт) потреблением мощности на базе процессора КР580ВМ80А (клон Intel 8080), предназначенный для работы в экспедиционных условиях.
Разработан и выпускался Институтом океанологии АН СССР. Использовался совместно с глубоководным зондом в качестве информационного вычислительного комплекса для измерения и экспресс-обработки гидрологических параметров Института океанологии АН СССР.

## Технические характеристики
- Процессор: КР580ВМ80 на частоте 2,4 МГц
- Память:
  - ОЗУ: 128 КБ (включая 48 КБ основной памяти, 16 КБ видеопамяти и 64 КБ в виде электронного диска)
  - ПЗУ: 2 × 8 КБ (содержит «Монитор-240» и операционную систему CP/M)
- Программируемый таймер
- Контроллер прерываний
- Внешняя память: бытовой кассетный магнитофон. Два формата записи/чтения: стандартный (500 бод), с фазо-импульсным кодированием (6000 бод).
- Видеорежимы
  - 512 × 256 чёрно-белый, 64 × 20 символов
  - 256 × 256 4-цветный (из 8 доступных цветов).
- Интерфейсы:
  - Последовательный интерфейс RS232C
  - Три параллельных программируемых канала на К580ИК55
  - Параллельный интерфейс ИРПР, для подключения УВВПЧ-300-04
- Блок питания: 5 В, 1,5 А.

Оба видеорежима графические, алфавитно-цифрового режима нет, символы формируются программой «Монитор».
Компьютер содержит схему, реализующую быструю вертикальную и горизонтальную прокрутку изображения.

## Версии

### 240.2
В первой версии Океана-240, разработанной в начале 1986 года отсутствовали специальные аппаратные средства формирования видеосигнала. Выводимое изображение (текст) формировалось программой Монитор, что позволяло программисту изменять знакогенератор, размер символов и интервал между ними. Однако, процесс перерисовки экрана занимал длительное время (0,2 с), что сильно ощущалось при работе с текстом. Перерисовка графических изображений занимала ещё большее время. Для решения этой проблемы в середине 1986 года был выпущен компьютер Океан-240.2, в который были встроены аппаратные устройства для циклического сдвига выводимой на экран информации в вертикальном и горизонтальном направлении.